# Moonlight (pomme)
Pour les articles homonymes, voir Moonlight.
Moonlight est le nom d'un cultivar de pommiers domestiques colonnaire et résistant aux races communes de tavelure.

## Synonyme
UEB 3727/4

## Origine
2010, Institut de botanique expérimentale à Prague (Strizovice), CZ

## Protection
Droit communautaire des variétés de plantes: EU 26759

## Fruit
- Usage: pomme de table
- Calibre: moyen
- Épicarpe: vert-jaune
- Chair: jaune, juteuse, bon équilibre sucre-acide

## Parenté
- Sélection du croisement  Goldstar x Telamon

## Pollinisation
- Variété diploïde
- Floraison Mi-saison, groupes B-C

## Maladies
- résistances aux races communes de tavelure (gène Vf)

## Culture
- Port colonnaire hérité du cultivar Telamon.
- Cueillette: début octobre
- Consommation: à partir de novembre
- Conservation: jusqu'en mars sur fruitier ordinaire